# Câmara Municipal de Paços de Ferreira
A Câmara Municipal de Paços de Ferreira é o órgão executivo colegial representativo do município de Paços de Ferreira, tendo por missão definir e executar políticas que promovam o desenvolvimento do concelho.
A Câmara Municipal de Paços de Ferreira é composta por 7 vereadores, representando diferentes forças políticas. Assume o cargo de Presidente da Câmara Municipal o primeiro candidato da lista mais votada em eleição autárquica ou, no caso de vacatura do cargo, o que se lhe seguir na respetiva lista.

## História
A vila de Ferreira tem uma longa história, existindo registos da sua presença desde o século XI, e em 1514 D. Manuel deu o foral a um couto que estava dependente desta vila. Na década de 1830 iniciaram-se os esforços no sentido de obter a autonomia administrativa em relação ao concelho de Sobrosa, alegando que esta medida iria trazer grandes benefícios aos habitantes, uma vez que Sobrosa ficava demasiado distante. O concelho de Paços de Ferreira foi oficialmente criado por um decreto de 6 de Novembro de 1836, como parte de um processo de reorganização administrativa, fazendo então parte da comarca de Penafiel.
Em Maio de 2022, o Tribunal Arbitral condenou a Câmara Municipal de Paços de Ferreira a pagar uma indemnização de 3,3 milhões de Euros à empresa Águas de Paços de Ferreira, de forma a compensar a concessionária pela perda de receitas causada pela decisão unilateral da autarquia em baixar os tarifários da água, em 2017. Além disso, teria de pagar o valor estimado pela perda de receitas até ao final da concessão da empresa, em 2039, tendo esta informado que « Tribunal deliberou o pagamento à concessionária de uma compensação de 3,3 milhões de euros, relativamente ao período de 2017 a 2019, acrescida de uma compensação para o período posterior, ainda a apurar em liquidação de sentença, a partir do valor absoluto de 75,3 milhões de euros». Porém, a autarquia rejeitou o pagamento da indemnização correspondente aos anos futuros, tendo afirmado que «É verdade que foi dito que Município teria de pagar a quantia de 3,3 milhões de euros, relativamente à aplicação do tarifário entre 2017 e 2019», mas que acrescentou que não tinha sido condenada «em qualquer outro montante, relativamente à aplicação do tarifário de 2020 até ao final da concessão». Explicou que «a concessionária, no processo arbitral, havia pedido uma indemnização de 55 milhões de euros, ou seja, um valor inferior», mas que «relativamente a este pedido, o Tribunal que não deu como provado o valor indicado pela concessionária, tendo relegado o seu apuramento para novas acções/pedidos de reequilíbrio». A autarquia criticou igualmente a decisão do Tribunal Arbitral como uma «salgalhada jurídica», e pela «ligeireza e opacidade revelada [...] na condenação no pagamento de 3,3 milhões de euros», tendo avisado que iria tomar «as medidas legais no sentido de a reverter», acrescentado que «A maioria do executivo do Partido Socialista na Câmara Municipal nunca deixará de defender a população, mantendo-se intransigentemente na defesa do interesse público e dos nossos concidadãos». Alertou igualmente que iria rescindir o contrato com a empresa, alegando que tinham sido feitos graves incumprimentos, nomeadamente a forma como a concessão foi alienada sem informar a autarquia, tendo o presidente da Câmara Municipal, Humberto Brito comentado que «Nenhum cidadão do meu concelho achará razoável dialogar com quem especulando financeiramente sobre bens públicos viola regras de direito público e contratos, fazendo deles algo que pertence exclusivamente ao povo de Paços de Ferreira».
Em 2021, o município de Paços de Ferreira foi homenageada pela Escola Superior de Tecnologia e Gestão do Politécnico do Porto, como reconhecimento pela parceria entre as duas instituições, tendo esta distinção sido entregue no âmbito das comemorações do 22.º aniversário daquele estabelecimento de ensino.
Em 2022, a Câmara Municipal foi agraciada com o selo de Município Amigo da Juventude, prémio que foi criado no sentido de homenagear, em território nacional, as autarquias que tiveram o melhor desempenho em termos de boas práticas no campo das políticas para a juventude. Esta distinção foi recebida durante o II Encontro Nacional de Municípios Amigos da Juventude, tendo a autarquia afirmado que «o município de Paços de Ferreira está entre os dez melhores do país, em termos de desenvolvimento e prática de políticas de Juventude e é o resultado de um vasto conjunto de medidas que têm sido aplicadas no nosso concelho».

### Vereação 2021–2025
A atual vereação Pacense tomou posse em 14 de outubro de 2021, com base nos resultados das eleições autárquicas de 26 de setembro desse ano. Segue-se a lista de cidadãos eleitos para a Câmara Municipal de Paços de Ferreira e os respetivos pelouros.
| Presidente da Câmara Municipal | Presidente da Câmara Municipal | Presidente da Câmara Municipal | Presidente da Câmara Municipal | Presidente da Câmara Municipal | Presidente da Câmara Municipal   |
| Nome                           | Retrato                        | Pelouro(s) | Partido                        | Partido                        | Período                          |
| ------------------------------ | ------------------------------ | --- | ------------------------------ | ------------------------------ | -------------------------------- |
| Humberto Brito                 |                                | - Cooperação externa e relações internacionais - Articulação com as freguesias e organismos da administração central - Ordenamento do território e urbanismo - Desenvolvimento económico - Comunicação e imagem - Saúde - Turismo - Licenciamento e autorização - Serviços Jurídicos/Contencioso administrativo |                                | PS                             | 14 de outubro de 2021 – presente |
| Vereadores                     |                                | |                                |                                |                                  |
| Paulo Ferreira                 |                                | - Vice-Presidente da Câmara Municipal - Educação, ensino e formação profissional - Ação social e coesão social - Comunicações, transportes, mobilidade e energia - Proteção civil e segurança pública - Adjunto do presidente na articulação com as freguesias e organismos da administração central - Adjunto do presidente para as áreas do ordenamento do território, urbanismo, licenciamento e autorização - Articulação com entidades participadas pelo município (empresas municipais e entidades de cariz associativo e/ou supramunicipal) - Polícia e fiscalização municipal - Defesa do consumidor - Bem-estar e saúde animal |                                | PS                             | 14 de outubro de 2021 – presente |
| Joaquim Sousa                  |                                | - Gestão financeira e económica - Controlo interno, incluindo inventário de bens, direitos e obrigações patrimoniais municipais - Gestão de recursos humanos - Modernização administrativa - Contraordenações e execuções fiscais |                                | PS                             | 14 de outubro de 2021 – presente |
| Júlio Morais                   |                                | - Habitação (Social e cooperativa) - Ambiente e Saneamento básico - Desporto - Cultura, património cultural e ciência - Associativismo desportivo e cultural - Juventude e tempos livres - Equipamento rural e urbano |                                | PS                             | 14 de outubro de 2021 – presente |
| Alexandre Costa                |                                | — |                                | PPD/PSD                        | 14 de outubro de 2021 – presente |
| Luís Miguel Martins            |                                | — |                                | PPD/PSD                        | 14 de outubro de 2021 – presente |
| Sílvia Ferreira                |                                | — |                                | PPD/PSD                        | 14 de outubro de 2021 – presente |